# Example
Example (Э́ллиот Джон Глив (англ. Elliot John Gleave); род. 20 июня 1982, Лондон, Великобритания) — британский певец и рэпер. Его псевдоним возник от инициалов E.G., что является английским разговорным сокращением латинской фразы «exempli gratia» («например», что и переводится на английский, как «for example»).
В 2006 году Эллиот выпускает 3 сингла на собственном лейбле All The Chats. Свой следующий сингл «What We Made» («Что мы делаем») записал на лейбле The Beats. Клип на этот трек был снят в городе Припять. В 2008 году удостаивается премии MTV Video Music Awards за клип «Me + Mandy», как «лучшее видео с малым бюджетом». Стоимость его составила 1000 долларов, съемки были закончены за 4 дня. В 2009 году начался новый виток карьеры Example (новые продюсеры Chase & Status, Calvin Harris и MJ Cole, смена жанра «Dysfunctional Electro-Pop»). Летом 2010 года выходит второй альбом Example Won’t Go Quietly, который за одну неделю забрался на 4-ю позицию, а буквально через месяц удостоился серебряного статуса в Англии. Успех диска был закреплен тройкой синглов, каждый из которых в свою очередь побывал в топ-20 английского чарта. В конце 2012 года Example порадует своих фанатов новым альбомом под названием The Evolution of Man, точная дата выхода 18 ноября 2012 года. В расширенное издание диска вошло пять композиций, включая совместный сингл с Кельвином Харрисом «We’ll Be Coming Back» и песню «Whisper». Названия остальных трех треков Example объявит чуть позже. Так же, премьера сингла «Close Enemies», который входит в треклист альбома, состоялась 27 сентября 2012 года. В октябре 2012 года Example выпустил трек «Come Taste The Rainbow», который входит в The Evolution of Man.
Летом 2012 The Wanted представил песню, написанную Example для мультфильма «Ледниковый период. Континентальный дрейф» под названием «Chasing the Sun».

## Биография
Эллиот Глив родился в Западном Лондоне, в Хаммерсмит. Имеет англо-австралийские корни. Есть младшая сестра Элиз, которая проживает в Сиднее и работает в крупной косметической компании. Также в Австралии живут и остальные близкие родственники Example. Дядя — Тони Грилиш (1956—2013), ирландский футболист, игрок национальной сборной.
Учился в школе в Фулхэме. Позднее продолжал посещать «Ashcroft Technology Academy». В 2000 году Эллиот поступает в «Royal Holloway University» на режиссёрский факультет. В этот период, он встречает Joseph'a Gardner'a, продюсера, с которым позже работает. После окончания Эллиот работал в Австралии в течение года в отделе реквизита фильмов, таких как Звёздные войны: Месть Ситхов. Он вернулся в Великобританию и стал художником и закадровым редактором канала Paramount Comedy Channel (ныне Comedy Central), также работал редактором на MTV Networks.
В одном из интервью Example сказал что он увлекся рэпом из-за прослушивания хип-хоп альбомов группы Wu-Tang и рэпера Snoop Dogg'а — причем альбом Snoop Dogg'а он решил купить из-за красивой обложки.

## Юность и начало карьеры

### 2004–2008: What We Made
В 2007 году на лейбле The Beats Example начал записывать свой первый альбом «What We Made» который занимает 186 место в чарте UK Albums. Позже Эллиот решает вернуться к своему старому лейблу «All The Chats».
Вернувшись к «All The Chats» 10 марта 2008 года Example выпускает сингл «Me + Mandy».
Видео на песню «Me + Mandy» было снято в течение 4 суток в Лондоне, бюджет клипа составил всего 1000 долларов. В 2008 году «клип Me + Mandy» получил номинацию на MTV Video Music Awards в категории «Best Low-Budget Video»-«Лучшее малобюджетное видео».
Example в 2009 году начинает работать с новыми продюсерами, среди которых были такие знаменитости как Chase & Status, Calvin Harris и M.J. Cole. Также Эллиот сменил жанр с Hip-hop на новый — «Dysfunctional Electro-Pop».

### 2009–2010: Won’t Go Quietly
20 июня 2010 года Example на лейбле Ministry of Sound выпускает свой второй студийный альбом «Won’t Go Quietly».
Альбом стал очень успешным, в первую неделю достиг четвёртого места в британском чарте, а спустя месяц уже получил «серебряный статус».
Example выпустил три успешных сингла, каждый из которых попал в Top 20 британского чарта, а два из них отметились в Top 10.
С Альбома «Won’t Go Quietly» так же синглами стали следующие треки: «Won’t Go Quietly», «Kickstarts», «Last Ones Standing», «Two Lives». Также Эллиот и Professor Green записывают сингл который называется «Monster», сингл вошёл в альбом Professorа Green’а — «Alive Till I’m Dead». Альбом «Won’t Go Quietly» приносит Example множество фанатов и в сентябре 2010 года Эллиот отправляется в свой первый тур по Великобритании.

### 2011–2012: Playing in the Shadows
В январе 2011 года Эллиот написал в своем микро блоге Twitter, что работа над третьим альбомом началась.
Летом 2011 Эллиот заканчивает записывать свой третий студийный Альбом «Playing in the Shadows». Запись осуществлялась в студиях Data Records находящихся в США (New York) и в Великобритании (London).
5 июня 2011 года вышел первый сингл «Changed the Way You Kiss Me», продюсером трека является Michael Woods. Песня дебютировала под номером 1 в чарте Великобритании, а также стал мелодией для рекламы новой линии спортивной обуви « Adidas» — Predator.
Также синглами стали: «Stay Awake», продюсером трека является Nero. «Natural Disaster», продюсер Laidback Luke. «Midnight Run», продюсер трека Feed Me.
После месяца продаж альбом стал платиновым в Великобритании, а также достиг успеха в чартах Австралии, Ирландии и Шотландии. Альбом, имеет танцевальное направлении, в electronic и dubstep жанрах. В апреле 2012 года Example отправляется уже в Европейский тур.

### 2012–2013: The Evolution of Man
Example подтвердил, что он написал трек для The Wanted, который будет входить в их дебютный альбом. Песня называется «Chasing The Sun». трек был выпущен в качестве сингла в апреле 2012 года в США, поднялся под номером 2 в британском хит-параде, и, получив мировое признание. В январе 2012 года Example подписал контракт с рекорд US Mercury.
В сентябре 2012 года вышел сингл Say Nothing, который дебютировал на 2 места в британском чарте. Его второй сингл с альбома, под названием Close Enemies был выпущен в ноябре 2012 года и достиг 37 место в британском чарте. Альбом был выпущен 19 ноября вскоре после выхода Close Enemies и достигла 13 места в британском чарте.
Perfect Replacement был объявлен третьим и последним синглом с альбома; Песня была выпущен в феврале 2013 года и продержался на 46 месте в британском чарте.

### 2013–2014: Live Life Living
15 апреля 2013 года, Эллиот заявил в социальной сети Фейсбуке, что он находится в Лос-Анджелесе и в настоящее время работает над своим пятым студийным альбомом. Альбом вышел 23 июня 2014 года в двух версиях: стандартная и делюкс. Первый сингл с альбома под названием «All the Wrong Places», был представлен на его концерте в Новой Зеландии 24 апреля. 16 марта вышла песня под названием «Kids again». Совместный трек с Ruben Haze «One Way Ticket из City of Dreams» вышел 11 марта.

### 2014–настоящее время: шестой студийный альбом
Перед туром 2014 года Example подтвердил поклоннику в Twitter, что работа над шестым альбомом уже идёт, но вряд ли альбом будет закончен раньше конца 2015 года.
В начале 2015 года Example написал в Twitter о своих планах на ближайшие 2 года. В 2015 году музыкант собирается прекратить выступления, чтобы проводить больше времени с женой и сыном, а также уделять больше времени новому альбому. В 2016 году он планирует выпустить новый альбом и начать тур.

## Личная жизнь
Официально с июня 2012 года встречается с моделью Эрин Макнаут. Слухи о романе всплыли в начале января 2012 года, после того как Макнаут числилась в VIP-гостях на фестивале «Field Day» и проводила время с Эллиотом за кулисами на протяжении большей части дня. В ноябре 2012 года Глив сделал Эрин предложение. 18 мая 2013 года состоялась их свадьба. 21 декабря 2014 года у пары родился сын Эвандер Максвелл Глив. В мае 2017 года стало известно, что пара ожидает появления второго ребёнка.
В октябре 2022 года Эрин Глив, после 11 лет совместной жизни, заявила о расставании с музыкантом и попросила СМИ и поклонников не вторгаться в их личную жизнь.
Болеет за футбольный клуб «Фулхэм».

## Дискография
Альбомы:
- What We Made (2007)
- Won’t Go Quietly (2010)
- Playing in the Shadows (2011)
- The Evolution of Man (2012)
- Live Life Living (2014)